# Andrew Jackson Davis
Andrew Jackson Davis, född 11 augusti 1826 i Orange County, New York, död 13 januari 1910 i Boston, var en amerikansk spiritist och författare.
Andrew Jackson Davis uppvisade en clairvoyant förmåga redan i 14-årsåldern. Tre år senare år 1843 blev han medium åt en kringresande magnetisör. Vid 19 års ålder mottog han självständiga visioner och en profetisk kallelse, och framträdde som föreläsare. Davis dikterade därefter under hypnos ett omfattande verk som utgavs när han var 21 år gammal, The Principles of Nature (2 band, 1847; flera senare utgåvor). Detta arbete väckte stor uppmärksamhet och ses som grundläggande för modern spiritism i swedenborgiansk anda. Davis skildrar här en kosmologisk utveckling, i vilken det onda – endast betraktad som ofullkomlighet – så småningom övervinns. Verket visar, enligt Svensk uppslagsbok (1931), på "stor okunnighet och naivitet", men belyser samtidigt på ett insiktsfullt sätt den tidens sociala elände. Ett "framstegs-lyceum" som Andrew Jackson Davis grundade 1863, har varit förebild för en mängd skolor i USA. Han praktiserade för övrigt från 1884 som läkare i Boston. Bland hans många skrifter märks självbiografin The Magic Staff (1857).